# 海西県
海西県（かいせい-けん）は中華人民共和国江蘇省にかつて存在した県。現在の連雲港市灌南県一帯に相当する。
前漢により設置され、南北朝時代の北斉により廃止された。